# Herbert Austin

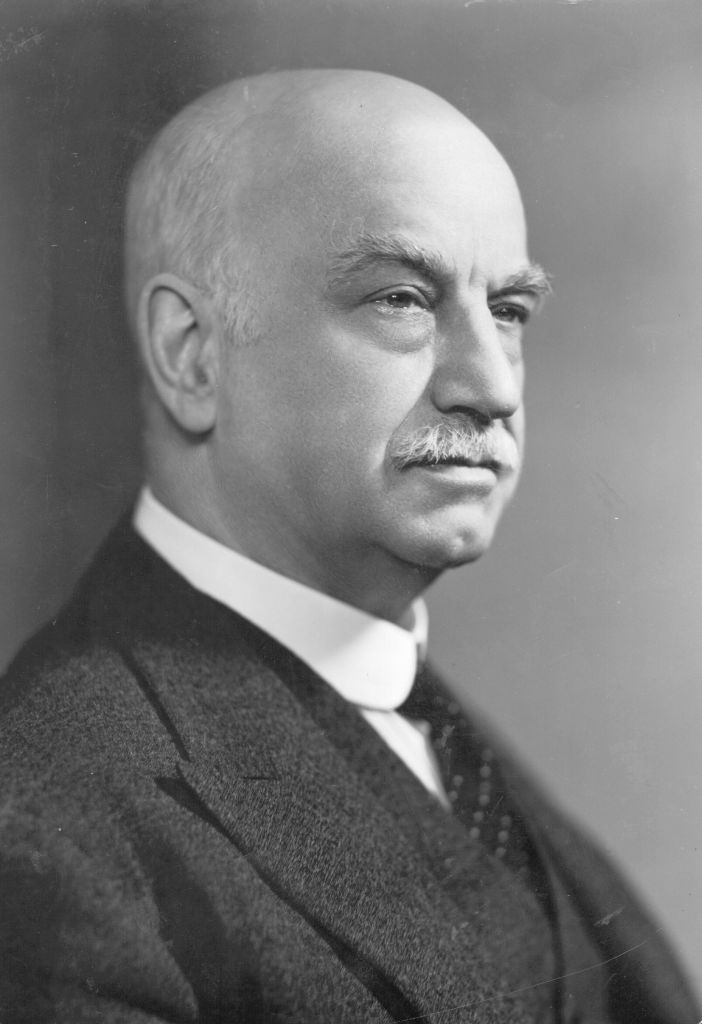
Herbert Austin (ca. 1935)

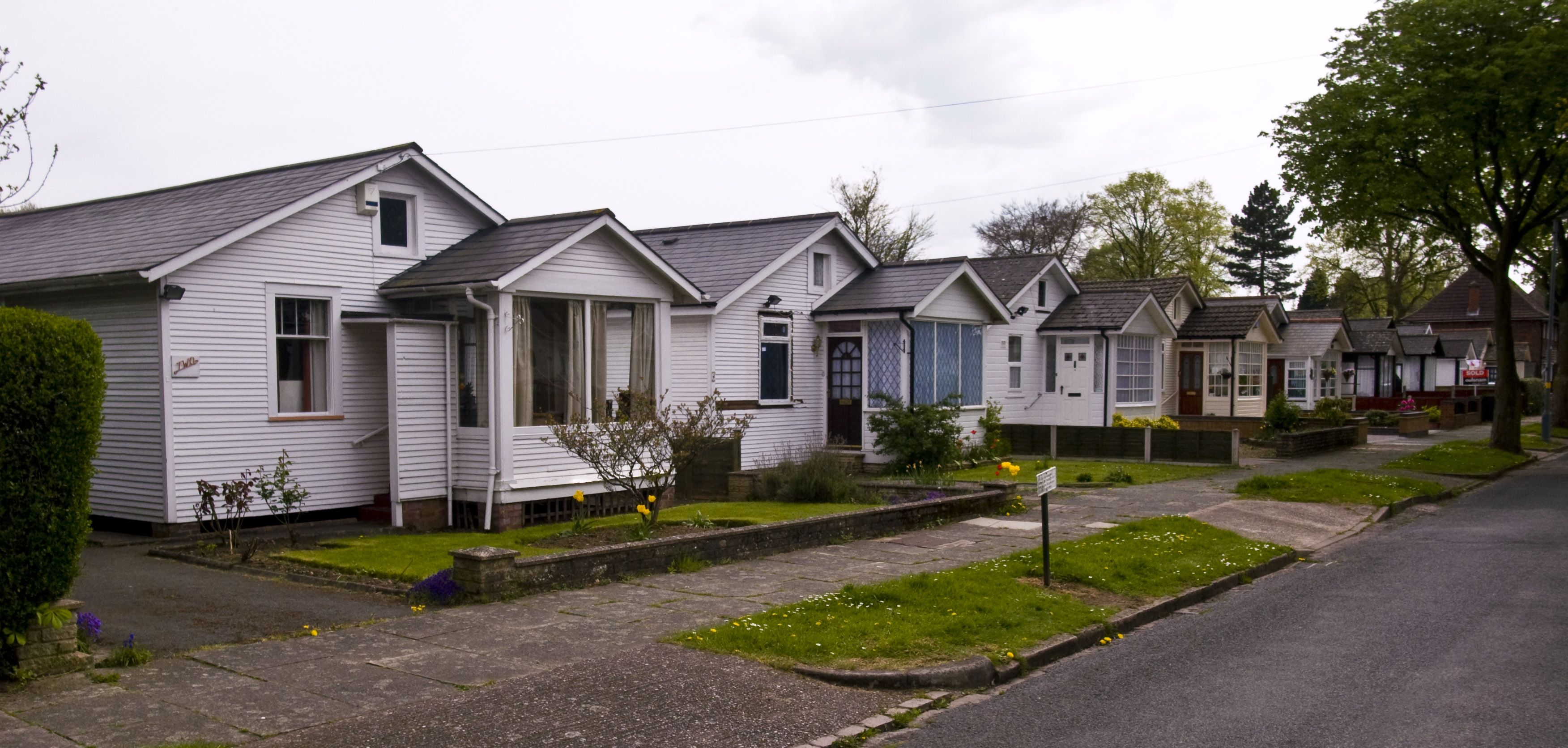
Austin Village

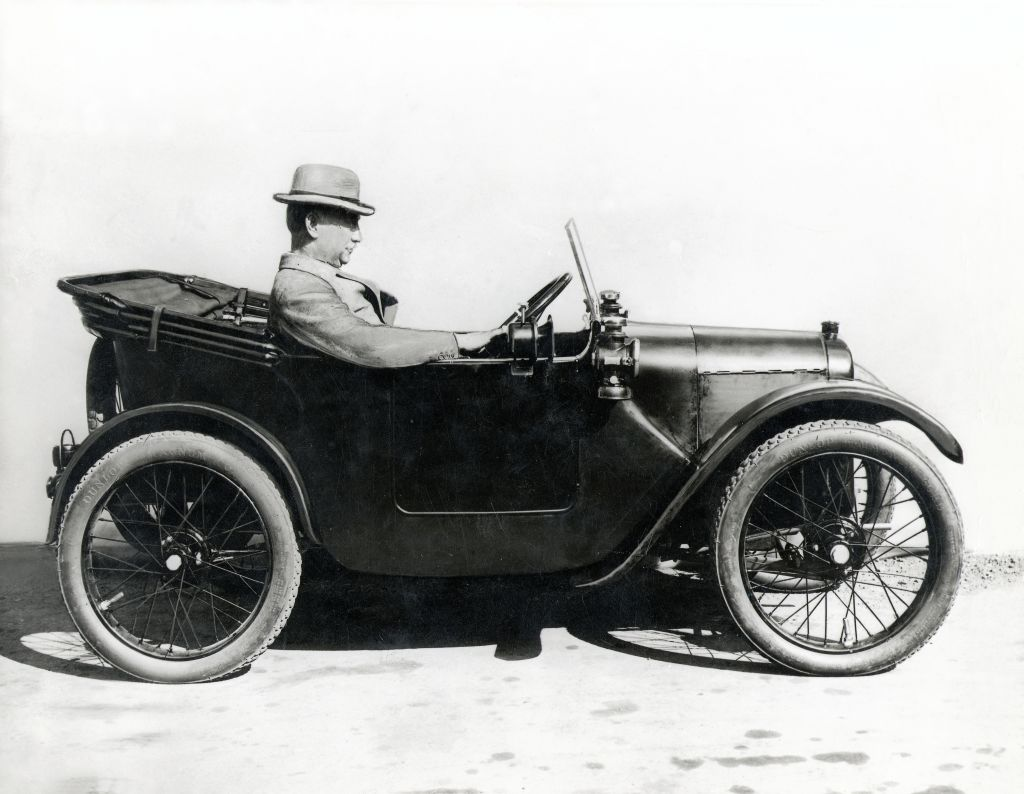
Herbert Austin in een Austin Seven (ca. 1922)

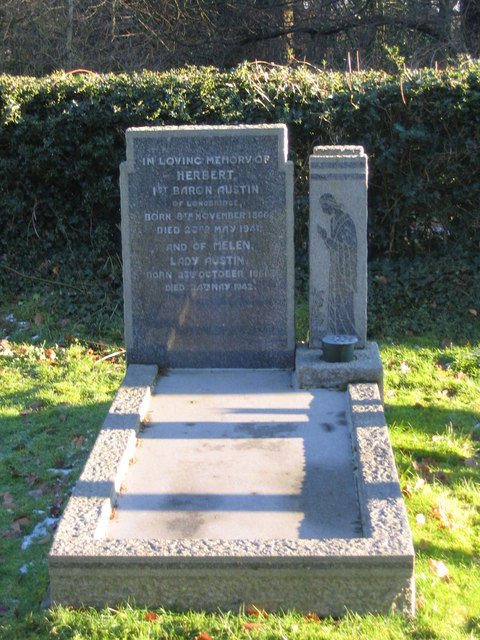
Zijn graf waar hij ligt met zijn vrouw

Herbert Austin (Little Missenden, 8 november 1866 – Birmingham, 23 mei 1941) was een Engelse fabrikant van automobielen en een filantroop. Hij was de oprichter van de Austin Motor Company.

## Jeugd
Herbert Austin werd op 8 november 1866 geboren in Little Missenden in Buckinghamshire. Zijn vader was Giles Stevens Austin en zijn moeder Clara Jane Simpson. Als kind kon hij goed tekenen en zijn ouders brachten hem in contact met zijn oom en architect. Dit was van korte duur want Herbert had meer interesse in techniek dan architectuur.
Met een oom, Walter Simpson, emigreerde hij in 1884 naar Australië, waar hij werkte als leerling in de metaalgieterij. Hier ontmoette hij Frederick York Wolseley en hij ging in 1887 werken voor de Wolseley Sheep Shearing Company. Wolseley was onder de indruk van de technische kennis van Herbert, hij verbeterde de tondeuse voor het schapenscheren. Nadat hij een aantal octrooien op zijn naam had gezet, ging hij in 1893 terug naar het Verenigd Koninkrijk. Voor zijn vertrek ruilde hij zijn octrooien in voor een aandelenbelang in Wolseley.

## Terug in Engeland
In november 1893 kwam zijn schip in Londen aan, Herbert was 27 jaar oud. Samen met Frederick Wolseley, die met hem was teruggekeerd, begonnen de twee een fabriek in Birmingham. Daar vervaardigden zij scheermachines voor schapen. Fredrick Wolseley verliet het bedrijf in 1894. Het werk was sterk seizoensgebonden en in de stille periode maakten ze fietsen. In 1895 construeerde Austin een automobiel, de eerste Wolseley. Het was min of meer een gemotoriseerde driewielige fiets. Er kwamen nog enkele andere ontwerpen uit de fabriek, maar het bestuur van de Wolseley zag geen toekomst in de productie van auto's.
Herbert had Hiram Stevens Maxim leren kennen en in 1901 nam Vickers Sons & Maxim de autobelangen van Wolseley over. Op 18 februari 1901 werd de Wolseley Tool & Motor Company opgericht en Herbert Austin kreeg een contract voor vijf jaar om het nieuwe bedrijf te leiden. In 1902 werden 270 voertuigen verkocht, in 1903 was de productie 341 en in 1904 steeg het verder naar zo'n 850 stuks. In 1905 viel het besluit bij Vickers om Siddeley Autocars over te nemen en dit met Wolseley samen te voegen. John Davenport Siddeley kreeg een hoge functie, dit tot ongenoegen bij Herbert Austin mede vanwege een verschil van inzicht over het gebruik van motoren met horizontale cilinders, de voorkeur van Austin, en verticale cilinders, Siddeley en de gebroeders Vickers. Austin nam ontslag en verkocht zijn aandelen in de Wolseley Tool & Motor Company.

## Austin Motor Company
In 1905 richtte Herbert zijn eigen Austin Motor Company op. Austin haalde een kapitaal op van £ 37.000 en nam een oude drukkerij over in Longbridge dat de basis werd voor een grote autofabriek. De eerste Austin rolde in 1906 uit de fabriek, overigens uitgerust met een motor met verticale cilinders. In 1907 maakte zijn bedrijf 100 auto's en telde het 400 werknemers. In 1910 kocht hij Lickey Grange en hier bleef hij de rest van zijn leven wonen. In 1914 telde zijn bedrijf al 2000 werknemers en maakte meer dan 1000 auto's per jaar. 
Tijdens de Eerste Wereldoorlog produceerde Austin onder andere granaathulzen, vracht- en ziekenwagens, vliegtuigen en vliegtuigonderdelen en kanonnen en telde op het hoogtepunt zo'n 22.000 werknemers. Er werden ook nog eens 3000 Belgische vluchtelingen opgevangen, waarvoor Austin in 1917 de Orde van Leopold II kreeg van de Belgische koning. Door de forse personeelsuitbreiding was er een enorm gebrek aan woonruimte en Herbert Austin besloot honderden prefab-woningen in de Verenigde Staten aan te schaffen. Deze werden naar Engeland verscheept en een nieuwe woonwijk, Austin Village, was het resultaat.
Na de oorlog werd de productie herstart. Het ging uitermate moeizaam en in 1921 werd het bedrijf met een faillissement bedreigd. Een jaar later werd de Austin Seven op de markt geïntroduceerd. Het kostte £ 225 en dit was voor veel mensen betaalbaar. De Austin Seven was uitgerust met een viercilinder watergekoelde motor en als nieuwigheid remmen op alle vier wielen. De verkopen stegen in 1925 werden er al 25.000 exemplaren van gemaakt. De financiële problemen waren hiermee achter de rug. Deze auto werd ook in licentie gemaakt door onder meer het Duitse BMW, het Franse Rosengart, het Japanse Datsun en het Amerikaanse Bantam. In 1931 werd de Austin 12/6 geïntroduceerd, gevolgd door de Austin 12/4 in 1933. Pas in 1939 werd de productie van de Austin Seven gestaakt.
Hij kreeg in 1936 de titel van Baron Austin of Longbridge in the City of Birmingham. Hij overleed in 1941. Leonard Lord werd zijn opvolger bij de Austin Motor Company.

## Privé
Hij trouwde op 26 december 1887 in Melbourne met Helen Dron, met wie hij drie kinderen had. Ze kregen twee dochters, Irene (1890-1977) en Zeta (1902-1993). Hun enige zoon, Vernon James Austin (1894-1915), sneuvelde op 26 januari 1915 in Frankrijk tijdens de Eerste Wereldoorlog. De dochters schreven samen in 1968 het boek Lord Austin: The Man.
- Australian Dictionary of Biography: austin-herbert-baron-austin-2913
- Bibliothèque nationale de France: cb11194205k (data)
- Gemeinsame Normdatei: 128022159
- International Standard Name Identifier: 0000 0000 6303 6714
- Library of Congress Control Number: nb2007014678
- Trove: 1505765
- Virtual International Authority File: 29526745
- WorldCat: E39PBJpPC3Fd3WYTKvK9TfCfbd